# Jumala
Jumala på finska, Jumal på estniska och Jumo på mariska betyder gudom på dessa finsk-ugriska språk. Begreppet avser "Gud" för kristna, muslimer, judar, 'bahá'í-troende, sikher och andra anhängare av nutida religioner, och dessutom gudaväsen i finsk-ugrisk (eller uralisk) mytologi. ,  Ordet, med variationer, antas ha varit namnet på en himmelsgud och även skapargud för de forntida finsk-ugrisktalande folken:
- Jumala på finska
- Jumal på estniska
- Jumo på mari
- Inmar på udmurt
- Jen på komi
- Num på nenets
- Jomali på bjarmian